# 楓 (松型駆逐艦)
楓（かえで / かへで）は、大日本帝国海軍の駆逐艦。松型（丁型）駆逐隊の17番艦。日本海軍の艦名としては2代目（初代は二等駆逐艦樺型駆逐艦3番艦「楓」）である。丁型一等駆逐艦第5505号艦として横須賀海軍工廠で建造された。

## 戦歴
就役後、訓練部隊の第十一水雷戦隊（高間完少将）に編入。瀬戸内海に回航され、訓練の後、1945年（昭和20年）1月20日付で第三十一戦隊（鶴岡信道少将）第五十二駆逐隊に編入され、1月22日に門司を出発するモタ33船団を護衛して台湾に向かう。この頃、第五十二駆逐隊の「杉」と「樫」が空襲により損傷して後方に下がるため、「楓」にはその代役として台湾来航が待ち望まれていた。1月27日に基隆に到着後、第四十三駆逐隊の指揮下に入って「梅」「汐風」とともに高雄に向かった。
1月31日朝9時、「楓」は「梅」「汐風」とともに高雄を出撃してルソン島最北端のアパリへ、フィリピンからの搭乗員救出任務（パトリナオ輸送作戦）とアパリ防衛のための高雄陸戦隊や燃料、車両、弾薬を乗せて向かう。出撃から2時間後、偵察のB-24に発見され、対空砲火で追い払ったものの更なる空襲は必至となった。15時頃、台湾最南端ガランピ岬南方20海里において第14航空軍所属のP-38戦闘機に護衛された第38爆撃航空団所属のB-25爆撃機12機と第35戦闘航空団所属のP-47戦闘機4機の空襲を受ける。「楓」は一番砲後部に被弾して一番砲が使用不能となり、艦橋下部構造物は大破する。艦前部が大きく浸水して大火災も発生し、便乗者を含め54名が戦死したが、応急措置により危地を脱出して沈没は免れた。「梅」は3発被弾の上機械室が破壊され航行不能となり、「汐風」の砲撃によって処分された。その「汐風」も至近弾により右舷高低圧タービン損傷により速力が低下する。輸送作戦は中止となり、3隻は高雄に帰投した。
高雄と基隆で応急修理が行われた後、2月18日に基隆発のタホ船団を護衛して出港。2月19日未明に爆撃を受けた後、船団と分離して単独で呉に向かい、2月23日に帰投。修理は4月26日まで行われた。復帰後は「柳」「橘」に代わって、「竹」とともに回天目標艦として光、大津島方面で行動した。8月15日の終戦を航行可能状態で迎え、10月5日に除籍された。
12月1日付で特別輸送艦となり復員輸送に従事する。1947年（昭和22年）7月6日、上海で中華民国（台湾）に賠償艦として引き渡され、「接二号」と仮命名された後、「衡陽（ホン・ヤン）」と正式に命名された。国共内戦中の1949年5月に淡水に移動し、10月1日に訓練艦隊に編入されて練習艦となった。しかし、機関の状態がよくなく放置され、再武装もされなかった。1960年に除籍後、解体された。

## 歴代艦長
※『艦長たちの軍艦史』368頁による。

### 艤装員長
1. 諸石高 少佐：1944年10月10日 -

### 駆逐艦長
1. 諸石高 少佐：1944年10月30日 -